# Tissu d'écorce de cèdre

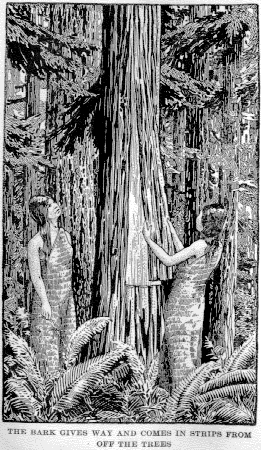
Thuja plicata écorcé.

Le tissu d'écorce de cèdre a été utilisé par des populations autochtones de la région du Nord-Ouest Pacifique. Historiquement, la plupart des vêtements étaient faits de ce matériau. Le nom prête à confusion, puisqu'il est fabriqué à partir d'écorce de thuyas (« cèdre rouge ») et de cyprès, et non de cèdres ; les cèdres véritables ne sont pas originaires des Amériques.

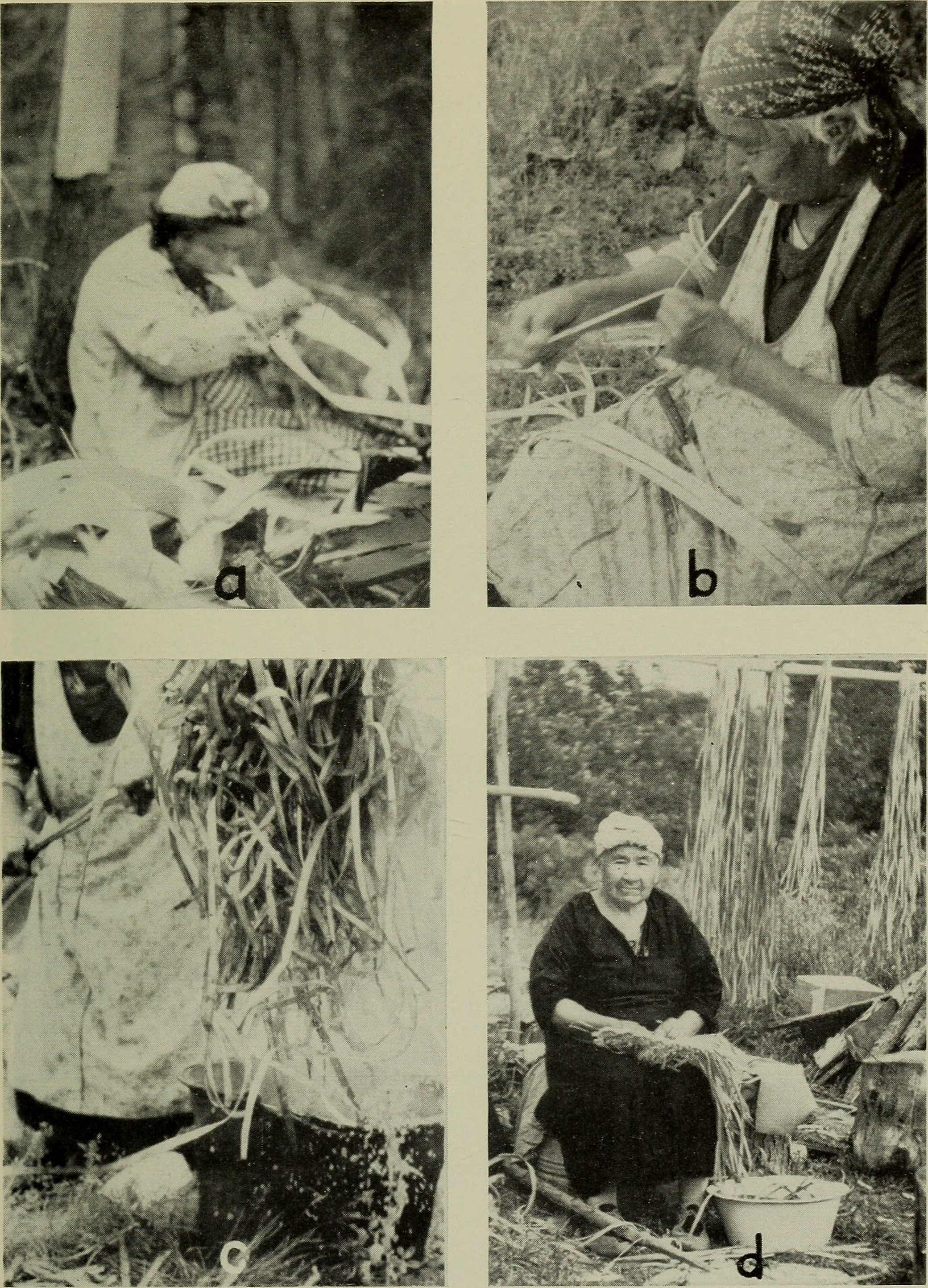
Natte en écorce de cèdre tressée. Préparation des fibres.

Après que l'écorce de Cèdre de l'Ouest (Thuja plicata) ou de Cyprès de Nootka (Cupressus nootkatensis) a été pelée en de longues bandes à partir des arbres, la couche extérieure est séparée et la couche intérieure flexible est déchiquetée et traitée. Les bandes d'écorces feutrées qui en résultent sont douces et peuvent être tressées, cousues ou tissées dans une variété de tissus et nattes qui sont denses et étanches, ou doux et confortables.
Les femmes portaient des jupes et des capes d'écorce de cèdre rouge, tandis que les hommes portaient de longues capes d'écorce de cèdre dans lesquelles une partie de laine de chèvre des montagnes Rocheuses était tissée pour un effet décoratif.